# 만리장성 자동차

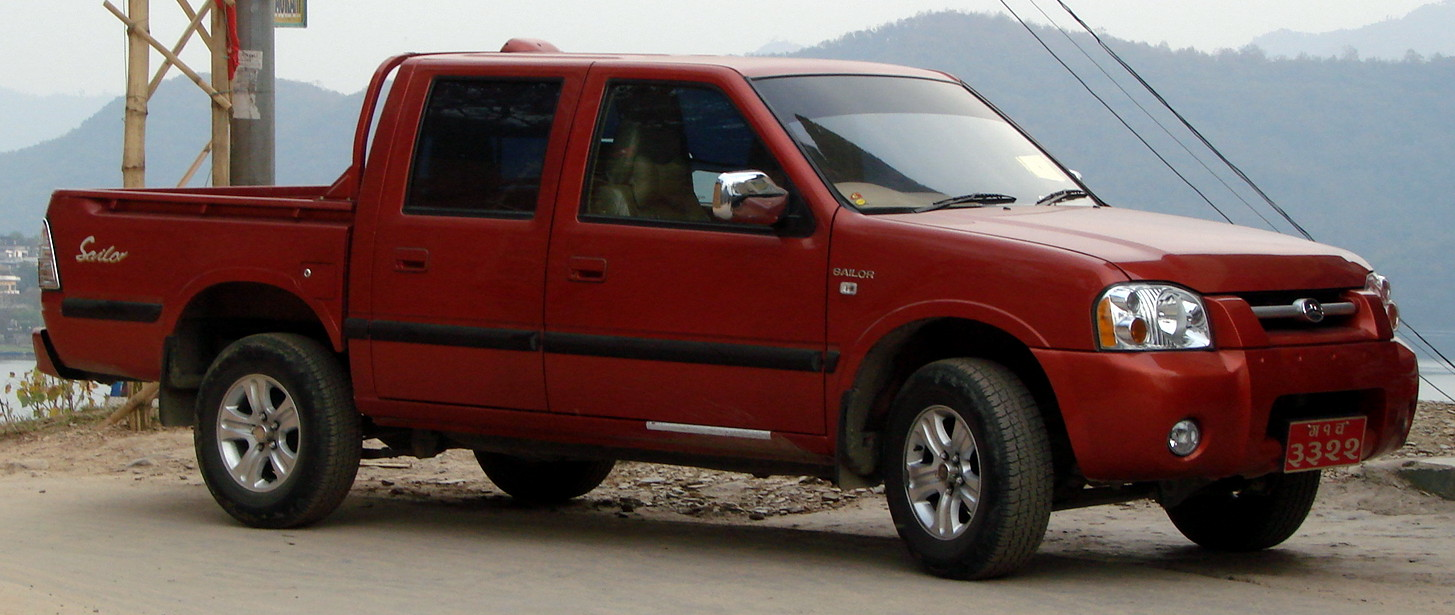

만리장성 자동차(중국어: 长城汽车股份有限公司, Great Wall Motor, 그레이트 월 모터, GWM)는 중국 국유의 자동차 제조사로서 허베이성 바오딩시에 본사를 두고 있다. 1984년 설립되었으며 2021년 판매 대수가 1,281,000대에 이를 정도로 현재 중국에서 8번째로 큰 자동차 제조사이다.
이 기업은 GWM, Haval, WEY, TANK, POER, ORA 등의 자체 브랜드로 차량을 생산하고 판매한다. ORA 등의 전용 EV 브랜드를 포함하여 앞서 언급된 브랜드들 중 일부에서 전기차 또한 생산한다.
만리장성의 이름을 딴 이 기업은 중국 최대의 스포츠 유틸리티 자동차(SUV) 및 픽업 트럭 제조사이다. 2021년 기준으로 중국 시장에서 3번째로 큰 중국의 플러그인 전기자동차 제조사이고 Ora와 Haval 등 브랜드로 판매하고 있으며 4%의 시장 점유율을 보이고 있다.